# دائرة بنزرت الانتخابية
دائرة بنزرت الانتخابية هي واحدة من 27 دائرة انتخابية تونسية. تغطي كامل أراضي ولاية بنزرت.

## نتائج الانتخابات
فيما يلي نتائج انتخابات المجلس الوطني التأسيسي التونسي 2011 للدائرة الانتخابية. وتبين القائمة الأحزاب التي فازت بمقعد واحد على الأقل:
| الحزب                    | الحزب                    | الاصوات | %   | المقاعد |
| ------------------------ | ------------------------ | ------- | --- | ------- |
|                          | حركة النهضة              | 80٬576  | 41  | 4       |
|                          | المؤتمر من أجل الجمهورية | 15٬588  | 7,9 | 1       |
|                          | التكتل                   | 13٬180  | 6,7 | 1       |
|                          | الحزب الديمقراطي التقدمي | 697     | 3,4 | 1       |
|                          | حركة الشعب               | 10٬353  | 5,3 | 1       |
|                          | الحزب الديمقراطي التقدمي | 10٬285  | 5,2 | 1       |
| المسجلين                 | المسجلين                 | 210٬561 | 100 | 9       |
| الناخبين                 | الناخبين                 | 196٬580 |     | -       |
| الأصوات الصحيحة للقائمات | الأصوات الصحيحة للقائمات | 196٬580 | 100 | -       |
| الأوراق الملغاة والبيضاء | الأوراق الملغاة والبيضاء | 13٬981  |     | -       |

## روابط خارجية
- الموقع الرسمي لهيئة الانتخابات.